# 颱風美莎克 (2015年)
| 太平洋颱風季             |
| 主題頁 - 專題 - 編輯指南 |

颱風美莎克（英語：Typhoon Maysak，國際編號：1504，聯合颱風警報中心：WP042015，菲律賓大氣地球物理和天文服務管理局：Chedeng）為2015年太平洋颱風季第4個被命名的風暴。「美莎克」一名由柬埔寨提供，即柚木，屬於脣形科柚木屬，闊葉喬木植物的一種，原產於南亞、東南亞等地，是世界知名的珍貴硬木，有「萬木之王」的稱號。
美莎克曾是北半球有氣象紀錄以來，4月最強的熱帶氣旋，但紀錄已於7年後被颱風舒力基所打破。若依香港天文台評級，美莎克是當年第2個達到超強颱風級別的熱帶氣旋（第1個為2月颱風海高斯），顯示當年是香港天文台於2009年使用新熱帶氣旋分級制，新增「強颱風」及「超強颱風」級別以來，首個於4月或之前出現兩個超強颱風的風季。雖然美莎克的移動路徑符合西北太平洋颱風季的「西進型」風暴，由西北太平洋長驅直進，經菲律賓移入南海；但是這種路徑一般在6月至10月出現，美莎克於4月採取這種路徑，情況甚為罕見。結果美莎克成為自2008年颱風浣熊以來首個於4月進入南海北部的風暴，但當時的南海環境不利熱帶氣旋的發展，美莎克最終在南海北部上空被東北季候風擊潰而減弱消散，情況類近於11月進入南海北部的熱帶氣旋。

## 發展過程

### 形成初期，偏西移動
2015年3月23日，一個低壓區在馬紹爾群島西南方海面上生成，美國海軍研究實驗室給予擾動編號98W。美國聯合颱風警報中心於3月24日上午10時半對其在24小時內形成為熱帶氣旋的機會給予評級為「低」，並於隔晩（3月25日）7時將評級提升為「中」。3月26日早上8時，日本氣象廳將其升格為熱帶低氣壓。下午2時，臺灣中央氣象局將其升格為熱帶性低氣壓。下午6時半，聯合颱風警報中心對該系統在24小時內發展為熱帶氣旋的機會評級上調至「高」，並發出熱帶氣旋形成警報。
3月27日早上8時，日本氣象廳對其發出烈風警報；同時聯合颱風警報中心將其升格為熱帶低氣壓，並給予編號04W。晚上8時，聯合颱風警報中心將其升格為熱帶風暴。該系統在副熱帶高壓脊南面的東風引導下，往西至西北西方向移動。

### 長驅直進，顯著增強
3月28日凌晨2時，日本氣象廳將該系統升格為熱帶風暴，並命名為美莎克。中國中央氣象台亦同步將其升格為熱帶風暴，而臺灣中央氣象局則將其升格為輕度颱風。下午2時，中央氣象台將其升格為強熱帶風暴。日本氣象廳亦在當晚8時將其升格為強烈熱帶風暴。受惠於西北太平洋的優良環境，於垂直風切變微弱、低層輻合和高空輻散良好等因素之下，美莎克迅速而顯著增強；而由於副熱帶高壓處於強勢，支配西北太平洋，美莎克以每小時20公里或以上的速度，向菲律賓長驅直進。

3月31日至4月1日，位於雅浦島北方的颱風美莎克

3月29日凌晨2時，日本氣象廳、中國中央氣象台及聯合颱風警報中心同步將美莎克升格為颱風，同時臺灣中央氣象局亦將其升格為中度颱風。美莎克開啟一個直徑約28公里的風眼，在衛星雲圖上清晰可見。中國中央氣象台在3月30日下午2時將其升格為強颱風，維持15小時後，再於3月31日凌晨5時將美莎克升格為超強颱風。聯合颱風警報中心亦因應美莎克打開猛烈的極地方向空氣流出，在同日早上8時將其升格為超級颱風，同時臺灣中央氣象局將其升格為強烈颱風。下午2時，聯合颱風警報中心將其強度進一步上調至等同薩菲爾-辛普森颶風等級中，最高級別的五級颱風。晚上9時45分，美莎克進入香港天文台的責任範圍，香港天文台將其評級為超強颱風。此時的美莎克已經到達強度巔峰，所有官方氣象部門都評定它的接近中心最高持續風速達到每小時200公里或以上。

### 進入惡劣環境，轉趨減弱
北半球在3月至5月的熱帶氣旋一般會在菲律賓或其東面海域轉向及北上，但副熱帶高壓脊維持強勢，令美莎克繼續採取西北偏西路徑，速度維持在每小時22公里左右，移向菲律賓呂宋。各氣象機構及大多數值預報模式更預測美莎克掠過呂宋後會進入南海北部，美莎克於4月採取此類路徑實屬罕見。持續偏西的路徑令美莎克進入菲律賓以東海域的惡劣環境，強烈垂直風切變導致美莎克轉趨減弱。4月1日下午2時，聯合颱風警報中心率先將其降格為颱風。4月2日，受風切變影響，美莎克的雲帶開始切離。臺灣中央氣象局在早上8時將其降格為中度颱風，而中國中央氣象台及香港天文台分別於下午2時及4時15分將其降格為強颱風。4月3日，美莎克的整體結構受到破壞，風眼變得模糊。中國中央氣象台和香港天文台先後於早上8時及上午9時45分將其降格為颱風。
4月4日，美莎克的結構進一步轉差，風眼被完全填塞。下午2時，日本氣象廳將其降格為強烈熱帶風暴，同時臺灣中央氣象局將其降格為輕度颱風。香港天文台在下午4時15分將其降格為強烈熱帶風暴；中國中央氣象台亦緊隨其後，在下午5時將其降格為強熱帶風暴。晚上8時，聯合颱風警報中心將其降格為熱帶風暴。由於副熱帶高壓脊此時稍為減弱，美莎克的路徑在晚間開始有所改變，北向量在接近午夜時逐步增加。

### 4月罕有路徑，直入南海
4月5日凌晨，美莎克的移動方向逐漸由西北偏西轉為西北，同時減弱趨勢持續，其結構更變得鬆散和不成形，對流向東北切離，低層環流中心開始變得外露。日本氣象廳、中國中央氣象台及香港天文台分別於凌晨2時、5時及早上7時45分將其降格為熱帶風暴。隨著美莎克於中午前後在菲律賓呂宋島登陸，日本氣象廳在下午2時將其降格為熱帶低氣壓，臺灣中央氣象局同時將其降格為熱帶性低氣壓，香港天文台亦緊接在下午3時半將其降格為熱帶低氣壓。隨後美莎克受到呂宋地形影響而出現環流重整，一個新中心在呂宋西面之海域形成，取代原有於呂宋上的中心，導致其中心定位大幅向偏西北調整。美莎克亦隨即移入南海東北部，是繼2008年颱風浣熊之後，7年以來首個在4月進入南海北部的熱帶氣旋。但由於當時南海北部的發展條件比菲律賓以東海域更加惡劣，除了更劇烈的垂直風切變之外，海水溫度整體上亦偏低，未回升至攝氏26度以上，無法為熱帶氣旋提供足夠能量，加上有乾空氣影響，種種因素之下意味著美莎克正步入末路。
美莎克於4月6日持續行經南海東北部，並進一步減弱。聯合颱風警報中心在凌晨2時將其降格為熱帶低氣壓，並對其發出最後警報。香港天文台則於上午9時45分將其降為低壓區。上午11時，中國中央氣象台對其停止編號。由紅外線衞星雲圖上可見，美莎克的對流持續向東北切離至呂宋海峽及臺灣本島一帶，剩下完全外露之低層環流中心，於當日上午繼續向西北移動；然而在可見光衞星雲圖上，美莎克的低層環流中心仍大致完整，這使日本氣象廳以及臺灣中央氣象局對美莎克的熱帶低氣壓評級整日維持；直至翌日（4月7日）下午2時，臺灣中央氣象局才將其降格為低壓區。而由於華北氣壓上升，開始與副熱帶高壓脊互相角力，美莎克在4月6日下午開始，移動明顯變得緩慢，移動速度由原先每小時22公里，急降至每小時8公里以下，一直在香港東南面400公里左右的南海東北部上徘徊。隨著由華北高壓區南下的強烈東北季風抵達，香港天文台在4月8日凌晨2時之等壓線天氣圖上顯示美莎克殘餘低壓區已經消散，可是日本氣象廳仍將美莎克評定為熱帶低氣壓；直至當日上午9時的天氣圖，才顯示美莎克減弱消散。當時美莎克的殘餘低層環流中心，不論於紅外線還是可見光衛星雲圖上，都已經無法辨認，取而代之的是與東北季候風前沿冷鋒相關的廣闊雲帶。

### 事後調整
香港天文台於4月30日公佈「2015年4月熱帶氣旋概述」中，將美莎克的接近中心最高持續風速由每小時220公里，上調至每小時230公里。但日本氣象廳於5月15日在2015年最佳路徑數據中，公佈美莎克的資料時，反而把美莎克的接近中心最高持續風速由115節（每小時215公里）明顯下調至105節（每小時195公里），中心氣壓亦由905百帕斯卡上調至910百帕斯卡。

## 影響

### 密克羅尼西亞聯邦
根據紅十字國際委員會估計顯示，最少有5000人因此缺乏食物、水與住處，並且需要緊急援助。太平洋海事協會管理員梅琳達·埃斯皮諾薩表示：「即使大多數混凝土建築經得起風暴的肆虐，不過在外周遭的一切已被破壞。」美莎克在當地造成9人死亡。

### 菲律賓
當地發出之最高風暴信號：三號風暴信號

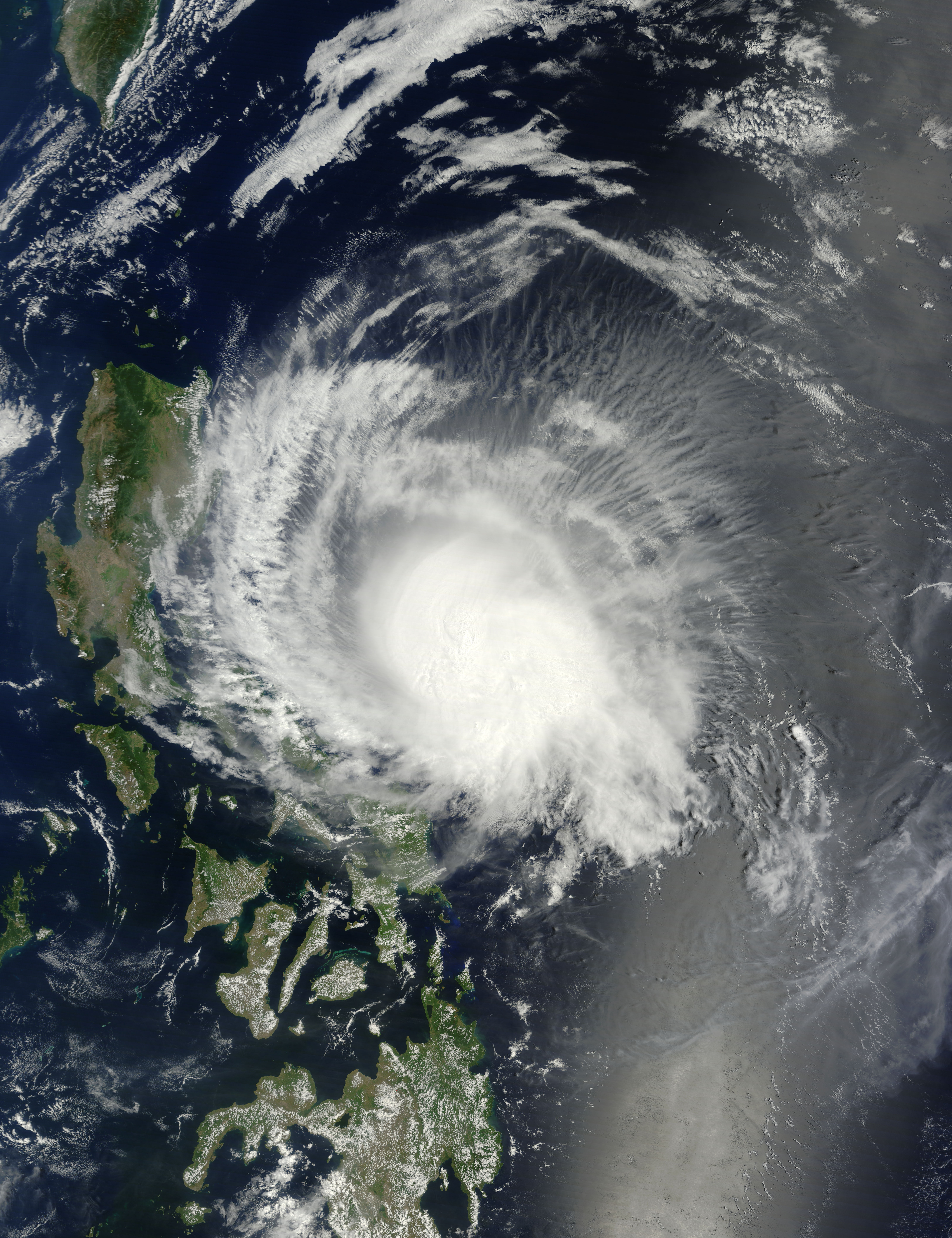
美莎克在4月4日逼近菲律賓呂宋

4月1日晚上11時，菲律賓大氣地球物理和天文服務管理局將已進入責任範圍的美莎克評級為颱風，並命名為Chedeng，開始發佈第一報熱帶氣旋資訊。
4月2日凌晨5時，菲律賓大氣地球物理和天文服務管理局對呂宋南部東面海域發出烈風警報。
隨著美莎克逐漸逼近，菲律賓大氣地球物理和天文服務管理局在4月3日上午11時發出一號風暴信號，並在當晚11時發出二號風暴信號。
4月4日下午5時，菲律賓大氣地球物理和天文服務管理局將其降格為熱帶風暴，並發出三號風暴信號。雖然美莎克進一步逼近呂宋，但是由於美莎克持續減弱，因此三號風暴信號只維持6小時，便在晚上11時解除。
4月5日凌晨5時，菲律賓大氣地球物理和天文管理局將其降格為熱帶低氣壓，並解除二號風暴信號。美莎克於中午時份登陸呂宋並進一步減弱，同時受地形影響出現環流重整，原有中心快速消散，一個新中心於呂宋以西海域形成。菲律賓大氣地球物理和天文管理局於下午5時把美莎克降格為低壓區，發佈最後一報熱帶氣旋資訊，並解除所有風暴信號。

### 臺灣
當地發佈之最高熱帶氣旋警特報：熱帶性低氣壓特報
受梅莎外圍環流所引起之長浪影響，全臺沿海皆有長浪出現，在苗栗縣苑裡鎮出海口、花蓮縣新城鄉七星潭、秀林鄉崇德海灘，以及臺東縣三仙台等處亦因而傳出遊客慘遭溺斃的消息，共有5人罹難。

### 中國大陸
當地發佈之最高颱風預警信號： 颱風藍色預警信號
中國國家氣象中心在4月5日早上6時发布台风蓝色预警信号；但只維持半日，便於當日下午6時解除。當時廣東及福建等地廣泛流傳，指65年來最強的颱風將在清明節登陸該兩省；後來國家氣象中心解釋美莎克將在南海東北部海面消散，不會登陸中國東南部沿岸。

### 香港
當美莎克仍在西北太平洋時，香港部份傳媒已開始炒作，指美莎克將於復活節假期吹襲香港；但香港天文台及其餘多個官方氣象部門都預測美莎克移向菲律賓時強度將會下降，移入南海後更會進一步減弱。美莎克在4月5日傍晚進入距離香港800公里範圍，由香港之東南偏東約760公里向西北移動，成為繼2008年颱風浣熊後，7年以來首個於4月進入香港警戒範圍的熱帶氣旋。天文台在當晚7時半發出「特別天氣提示」，預計美莎克在翌日（4月6日）橫過南海東北部，並進一步減弱，並預測美莎克對香港天氣的影響不大。4月6日上午9時45分，當美莎克移至香港之東南約450公里時，天文台表示美莎克已減弱為低壓區，標誌著美莎克不對香港構成威脅；但天文台亦預測當日海面會有湧浪。

## 熱帶氣旋信號使用紀錄

### 菲律賓
| 菲律賓大氣地球物理和天文服務管理局 風暴信號 | 菲律賓大氣地球物理和天文服務管理局 風暴信號 | 菲律賓大氣地球物理和天文服務管理局 風暴信號 |
| ------------------------------------------- | ------------------------------------------- | ------------------------------------------- |
| 上一熱帶氣旋                                | 一號風暴信號                                | 下一熱帶氣旋                                |
| 熱帶風暴米克拉                              | 一號風暴信號                                | 颱風紅霞                                    |
| 熱帶風暴米克拉                              | 二號風暴信號                                | 颱風紅霞                                    |
| 颱風黑格比                                  | 三號風暴信號                                | 颱風紅霞                                    |

### 臺灣
| 交通部中央氣象局 天氣特報 | 交通部中央氣象局 天氣特報 | 交通部中央氣象局 天氣特報 |
| ------------------------- | ------------------------- | ------------------------- |
| 上一熱帶氣旋              | 熱帶性低氣壓特報          | 下一熱帶氣旋              |
| 輕度颱風哈吉貝            | 熱帶性低氣壓特報          | 強烈颱風巨爵              |

### 中國大陸
| 國家氣象中心 颱風預警信號 | 國家氣象中心 颱風預警信號 | 國家氣象中心 颱風預警信號 |
| ------------------------- | ------------------------- | ------------------------- |
| 上一熱帶氣旋              | 颱風藍色預警信號          | 下一熱帶氣旋              |
| 超強颱風黑格比            | 颱風藍色預警信號          | 強熱帶風暴鯨魚            |

## 釋義
1. ↑  當有2種以上全球預報模式表示某低壓區將於未來48小時內發展為熱帶氣旋，聯合颱風警報中心則將該系統之熱帶氣旋形成機會評級為「低」。除非環境異常優良，否則該系統在24小時內發展為熱帶氣旋的機會甚微。[4]
2. ↑  當有3種以上全球預報模式表示一低壓區將於未來48小時內發展為熱帶氣旋，聯合颱風警報中心則將該系統之熱帶氣旋形成機會評級為「中」。一般而言，即使發展機會增大，系統過了24小時之後發展成熱帶氣旋的機會才較高；但如果環境良好，系統亦可以在24小時內形成熱帶氣旋。[4]
3. ↑  當有3種以上全球預報模式表示一低壓區將於未來24小時內發展為熱帶氣旋，聯合颱風警報中心則將該系統之熱帶氣旋形成機會評級為「高」，並同步發出熱帶氣旋形成警報。此時該系統於24小時之內形成熱帶氣旋的機會極高，如氣象條件特別有利，該系統更可於6小時內增強為熱帶低氣壓。[4]

## 外部連結
- （日語）日本氣象廳首頁 （页面存档备份，存于）
- （英文）聯合颱風警報中心首頁 （页面存档备份，存于）
- （简体中文）中國國家氣象中心首頁
- （繁體中文）臺灣中央氣象局首頁 （页面存档备份，存于）
- （繁體中文）香港天文台首頁 （页面存档备份，存于）
- （繁體中文）澳門地球物理暨氣象局首頁 （页面存档备份，存于）
- （英文）菲律賓大氣地球物理和天文管理局首頁 （页面存档备份，存于）